# 住友不動産三田ツインビル
住友不動産三田ツインビル（すみともふどうさん みたツインビル）は、東京都港区三田三丁目および芝浦四丁目にある超高層ビル2棟のかつての総称。正式には三田三丁目の前者を「住友不動産三田ツインビル西館」、芝浦四丁目の後者を「住友不動産三田ツインビル東館」と称していた。ともに2006年に竣工した。2024年にビル名を改称し、「三田ツインビル」という名称は使われなくなった（詳細後述）。

## 概要
三田三丁目計画の名で開発が行われたもので、エスエフ三田開発特定目的会社、住友不動産が計画、日建設計が設計、大林組が施工を手掛けた。
「ツインビル」と称していたものの、西館と東館は隣り合ってはいなかった。西館に面した国道15号（第一京浜）から札の辻交差点を経て東海道本線（東海道線・京浜東北線・山手線）・東海道新幹線をまたいだ先にある東館まで直線距離で200mほど離れており（実際の移動距離は500mほど）、また西館は地上43階建てであるが東館は地上17階建てと高さにも大きな差がある。だが、赤系色の共通の意匠を建物外装に取り込み、一目で2つのプロジェクトが一体のものとして認識できるようにされている。
2棟のツインビルの近所に地下4階・地上42階建ての「住友不動産東京三田ガーデンタワー」が竣工した事情もあり、2024年9月1日付で、三田ツインビル西館は「住友不動産東京三田サウスタワー」に、東館は「住友不動産三田ファーストビル」に、それぞれ改称した。

## 西館
近鉄グループが所有していた三田都ホテル（2002年に閉鎖）とフォード車代理店であった近鉄モータース本社（芝浦に移転）跡地に建てられた複合ビルである。
ビルは最先端のIT仕様にも対応した高機能貸オフィスと高度なセキュリティ、サービスを提供する高級賃貸マンション「ラ・トゥール三田」で構成され、バリアフリーの促進を目的とするハートビル法の認定を受けている。
1階には住友不動産ベルサールが運営する会議室「ベルサール三田」が位置し、玄関前には日本交通のタクシー乗場がある。 「ラ・トゥール三田」は、オフィス階の上部に位置し、最上階から12層に渡りワンルームタイプから4LDKタイプまでの109戸が設けられている。
ビルの周囲は芝桜を植えた1haの庭園が整備されているほか、裏手にある聖坂側からも墓地とマンションの間の路地を経由して入ることができる。だが、高低差があるため庭園との間にエレベーターが設置されている。
庭園の北側角、大階段奥には1623年にキリシタン50人が殉教した都旧跡元和キリシタン遺跡が所在する。

### 主なテナント
- アボットジャパン
- 日本板硝子（東京本社、登記上の本店）
- ライドオンエクスプレスホールディングス
- 西原衛生工業所（東館から移転）
- バンダイナムコフォージデジタルズ

#### 過去のテナント
- ユニ・チャーム（2023年7月1日付で住友不動産東京三田ガーデンタワーに移転[7]）
- エレマテック（2023年10月30日付で住友不動産東京三田ガーデンタワーに移転[8]）

### 交通
- 都営地下鉄三田線・浅草線 三田駅A1出口徒歩6分
- JR山手線・京浜東北線 田町駅三田口から国道15号（第一京浜）沿い徒歩8分
- 京急本線・都営浅草線 泉岳寺駅A3出口徒歩7分

## 東館
大沢商会本社ビルの跡地に建設された複合ビルで、貸オフィスとホテルが配されている。1階のエントランスホールはオフィスユーザーとホテル宿泊客の共用エントランスホールで、すべての人たちを受け入れる空間として開放感のあるアール形状のガラススクリーンで構成されている。
14階以上が中庭のある「ホテルヴィラフォンテーヌ東京田町」（開業当時は同「東京三田」）。合計で165室の客室を設けている。

### 主なテナント
- 西原衛生工業所本社（西館へ移転）
- ライフテクノロジーズジャパン本社
- イチネン東京支店・イチネンケミカルズ本社

### 交通
- 都営三田線・都営浅草線 三田駅A1出口より徒歩6分
- JR山手線・京浜東北線 田町駅芝浦口より徒歩7分
- 京急本線・都営浅草線 泉岳寺駅A4出口より徒歩11分